# (1940) Whipple
(1940) Whipple (aussi nommé 1975 CA) est un astéroïde de la ceinture principale, découvert le 2 février 1975 par l'observatoire de l'université Harvard à l'observatoire Oak Ridge. 
Il a été nommé en hommage à Fred Lawrence Whipple, astronome américain.